# Valeria Ayos
Valeria Maria Ayos Bossa (sinh ngày 20 tháng 3 năm 1994), là một người mẫu, người dẫn chương trình và hoa hậu người Colombia. Năm 2018, cô đạt được danh hiệu Hoa hậu Trái Đất Colombia 2018, đại diện Colombia tại Hoa hậu Trái Đất 2018 và đạt được danh hiệu Á hậu 2. Năm 2021, cô tiếp tục tham gia cuộc thi Hoa hậu Hoàn vũ Colombia 2021 và cũng đã đạt được danh hiệu cao nhất và tại Hoa Hậu Hoàn Vũ 2021 cô đã xuất sắc lọt vào Top 5 chung cuộc tại Eilat, Israel.

## Tiểu sử
Ayos sinh ra ở Cartagena và lớn lên ở Đảo San Andrés. Cha cô là người gốc Tây Ban Nha và Ý và mẹ cô là người gốc Trinidadian.
Cô lấy bằng cử nhân về quan hệ quốc tế tại Đại học Jorge Tadeo Lozano ở Bogotá, Colombia.

## Sự nghiệp

### Hoa hậu Trái Đất Colombia 2018
Vào ngày 23 tháng 8 năm 2018, Ayos đã đăng quang Hoa hậu Trái Đất Colombia 2018 trong đêm chung kết cuộc thi được tổ chức tại Thính phòng General Saulo Gil Ramirez Sendoya ở Bogotá sau Hoa hậu Trái Đất Colombia 2017 và Á hậu 2 Hoa hậu Trái Đất 2017, Juliana Franco.

### Hoa hậu Trái Đất 2018
Ayos đã đại diện cho Colombia tại cuộc thi Hoa hậu Trái Đất 2018 ở Philippines và đạt được danh hiệu Á hậu 2. Với thành tích này, Colombia trở thành quốc gia đầu tiên đoạt danh hiệu Á hậu 2 hai năm liên tiếp.

### Hoa hậu Hoàn vũ Colombia 2020
Ayos được chọn là một trong những thí sinh chính thức cho cuộc thi Hoa hậu Hoàn vũ Colombia 2020 nhưng đã rút lui khỏi cuộc thi sau khi bị liệt một phần khuôn mặt.

### Hoa hậu Hoàn vũ Colombia 2021
Ayos đã đại diện cho Cartagena tại cuộc thi Hoa hậu Hoàn vũ Colombia 2021 và giành được danh hiệu sau Laura Olascuaga đến từ Bolivár.

### Hoa hậu Hoàn vũ 2021
Ayos đại diện cho Colombia tại cuộc thi Hoa hậu Hoàn vũ 2021 được tổ chức tại Eilat, Israel và vào vị trí Top 5.

## Chương trình truyền hình
| Năm  | Chương trình | Vai trò          | Kênh      |
| ---- | ------------ | ---------------- | --------- |
| 2020 | Morning Show | Dẫn chương trình | Teleislas |